# Roque Nieto Peña
Roque Nieto Peña (Palencia, 1910-San Juan de Puerto Rico, 1991) fue un abogado, periodista y poeta español.

## Biografía
Nieto Peña nació en Palencia en 1910.
Abogado de profesión, cursó la carrera de Derecho en la Universidad de Oviedo. llegó a ser miembro del partido Izquierda Republicana (IR). Tras la Revolución de Asturias de 1934 ingresó en la cárcel Modelo de Barcelona y al ser liberado, se marchó a Argentina hasta el inicio de la guerra civil española. Con el estallido de la Guerra civil pasó a formar parte del comisariado político del Ejército Popular de la República y a mediados de 1938 fue nombrado comisario de la 68.ª División.
Al final de la contienda se vio obligado a marchar al exilio a República Dominicana a través de Francia, a bordo del buque Flandre, junto a su mujer.
Tras residir en Argentina y México se afincó Puerto Rico, donde trabajó de cobrador de deudas de la Editorial González Porto (una editorial mexicana administrada por un familiar). Años después regresaría a España, realizando visitas ocasionales.
Falleció en San Juan de Puerto Rico en 1991.

## Obra
Nieto Peña tiene obras tanto en prosa como en verso y la temática más recurrente es la añoranza tanto de España como de su Palencia natal.Fue autor de un gran número de obras, la mayoría de ellas escritas en el exilio